# 義城郡・青松郡・盈徳郡・蔚珍郡
義城郡・青松郡・盈徳郡・蔚珍郡（ウィソンぐん・チョンソンぐん・ヨンドクぐん・ウルジンぐん、韓国語: 의성군·청송군·영덕군·울진군）は、大韓民国の国会議員の選挙区。2024年新設。

## 歴史
前身の軍威郡・義城郡・青松郡・盈徳郡に属していた軍威郡が2023年7月1日に大邱広域市に編入された。このため、2024年の第22代総選挙を控えた選挙区再編で軍威郡が転出、蔚珍郡が編入されて義城郡・青松郡・盈徳郡・蔚珍郡選挙区が新設された。
第22代総選挙では国民の力の候補者である朴亨修が国民の力の候補者で最も高い得票率で当選した。

## 区域
- 義城郡全域
- 青松郡全域
- 盈徳郡全域
- 蔚珍郡全域

## 歴代国会議員
| 選挙名       | 年     | 当選者 | 党派 | 党派     |
| ------------ | ------ | ------ | ---- | -------- |
| 第22代総選挙 | 2024年 | 朴亨修 |      | 国民の力 |

## 歴代選挙結果

### 第22代総選挙義城郡・青松郡・盈徳郡・蔚珍郡選挙区
当日有権者数：141,262人 最終投票率：70.97%（新設）
| 候補者名 | 所属党派 | 新旧 | 得票数   | 得票率 | 備考 |
| -------- | -------- | ---- | -------- | ------ | ---- |
| 朴亨修   | 国民の力 | 現   | 80,495票 | 83.33% |      |
| 沈太成   | 無所属   | 新   | 16,098票 | 16.66% |      |